# University of Liverpool

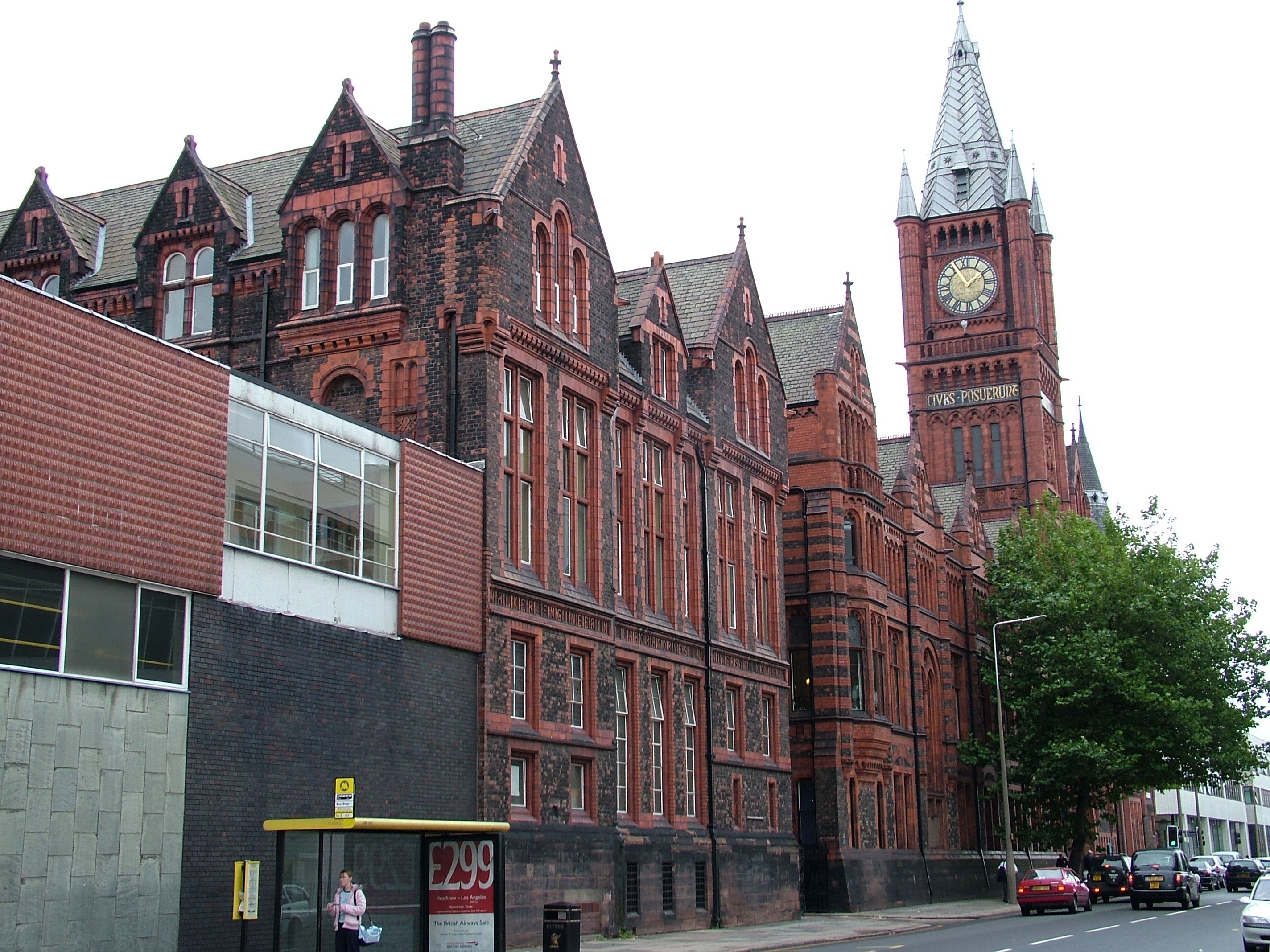
Victoria Building – dawna siedziba Uniwersytetu, obecnie muzeum

Uniwersytet Liverpoolski, Uniwersytet w Liverpoolu (ang. University of Liverpool) – brytyjski uniwersytet państwowy w Liverpoolu.

## Historia
Zaczątkiem uczelni był University College Liverpool, powołany w 1881 i afiliowany w 1884 przy Uniwersytecie Wiktorii (Victoria University, w Manchesterze). Placówka uzyskała niezależność (royal charter) na mocy ustawy z 1903. Od czerwonej cegły, z jakiej zbudowano pierwsze budynki, pochodzi nazwa redbrick university, którą określa się grupę sześciu najstarszych angielskich uniwersytetów. 

## Wydziały
- Sztuki (Arts)
- Nauk Przyrodniczych (Science)
- Inżynierii (Engineering)
- Nauk Społecznych i Środowiskowych (Social and Environmental Studies)
- Medycyny (Medicine)
- Weterynarii (Veterinary Science)

## Laureaci nagrody Nobla
- Ronald Ross – profesor Liverpool School of Tropical Medicine, później włączonej do uniwersytetu
- Charles Glover Barkla – studiował i pracował na uniwersytecie
- Charles Sherrington – profesor w latach 1895–1913
- James Chadwick – profesor w latach 1935–1940
- Robert Robinson – profesor w latach 1915–921
- Har Gobind Khorana – uzyskał tytuł doktora w 1948
- Rodney Robert Porter – ukończył studia w 1939
- Józef Rotblat – od 1939 współpracował z Jamesem Chadwickiem

## Związki z Polską
6 listopada 1942 doktorat honorowy prawa otrzymał gen. Władysław Sikorski.